# Beatrice Portinariová

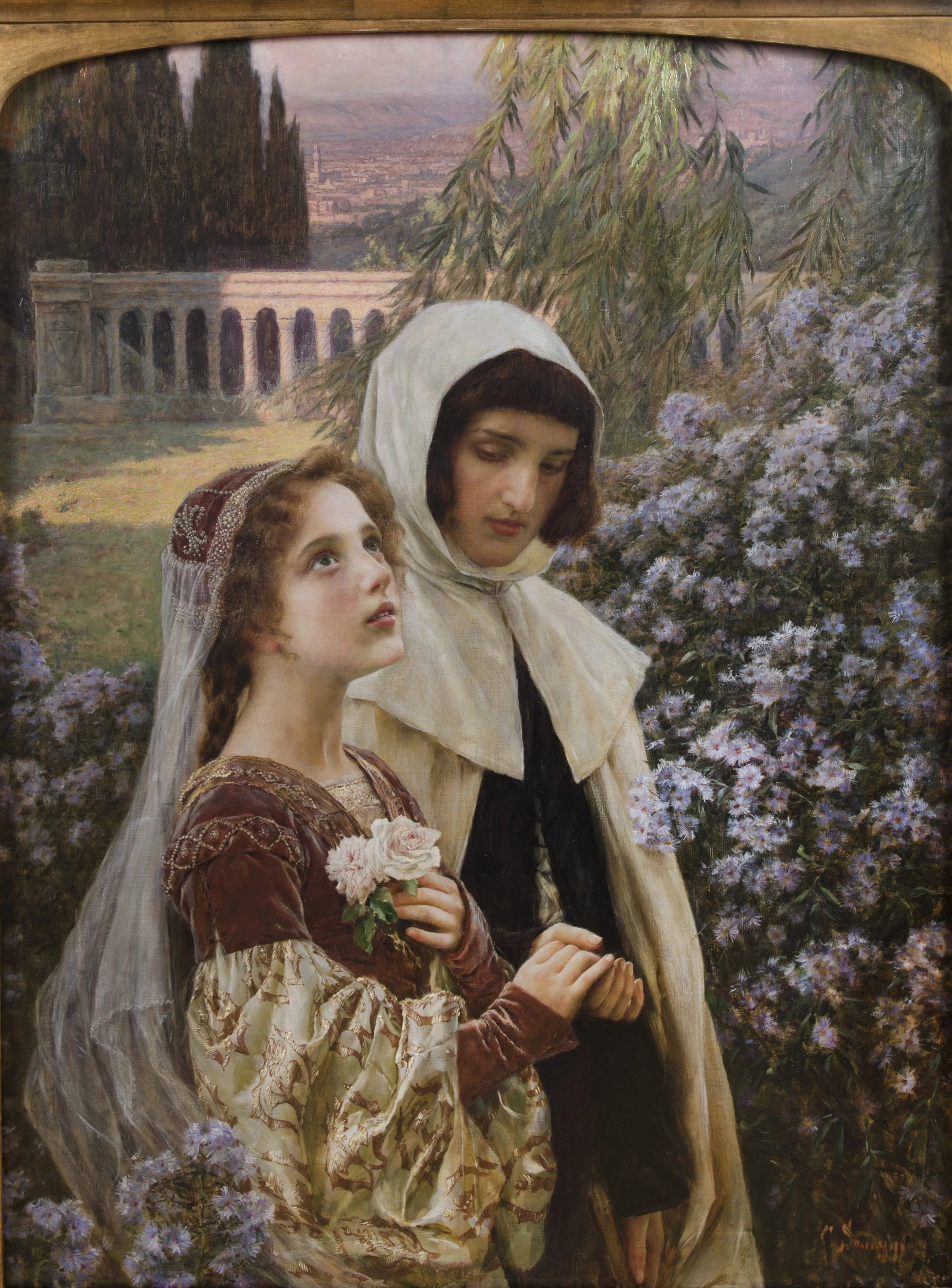
"Incipit vita nova" - "Dante a Beatrice v zahradě", 1903 mistrovské dílo prerafaelitského stylu od Cesare Saccaggiho z Tortony

Beatrice di Folco Portinariová zvaná Bice (1266 – 8. června 1290) byla Italka z Florencie, obecně považovaná za múzu Danta Alighieriho, objevující se v jeho díle pod jménem Beatrice. Pocházela z rodiny bankéře Folca Portinariho a byla vdaná za jiného bankéře Simona dei Bardiho. Dante napsal, že Beatrici potkal jen dvakrát a obě setkání byla od sebe vzdálena devět roků. Přesto ho mladá žena okouzlila natolik, že si lásku k ní zachoval po celý život. Beatrice byla hlavní inspirací pro Dantovo dílo Vita nuova a objevuje se jako básníkova průvodkyně v poslední knize Božské komedie, tedy v Ráji, kam předchozí průvodce Vergilius jako pohan nesmí vejít.